# Беляєв Сергій Володимирович
Сергі́й Володи́мирович Бєля́єв (Беляєв) (20 січня 1960 — 31 січня 2015) — старший солдат резерву 2-го батальйону спеціального призначення НГУ «Донбас», учасник російсько-української війни.

## Життєвий шлях
В часі війни — старший кулеметник БТР, 2-й батальйон спеціального призначення НГУ «Донбас», псевдо «Папа».
31 січня 2015-го загинув поблизу міста Вуглегірськ під час виконання службово-бойового завдання по вивезенню поранених вояків. Тоді ж полягли молодші сержанти Костянтин Ковальов, Кадир Магомедов, солдат Сергій Мякотін, ще 11 зазнали поранень. Сергій Беляєв до останнього займався порятунком поранених.
Без батька лишилось двоє синів.
Похований в місті Кривий Ріг 5 лютого 2015-го.

## Нагороди та вшанування
- Указом Президента України № 365/2015 від 27 червня 2015 року, «за особисту мужність і високий професіоналізм, виявлені у захисті державного суверенітету та територіальної цілісності України, вірність військовій присязі», нагороджений орденом «За мужність» III ступеня (посмертно)[1].
- 13 березня 2017 року на фасаді будинку по проспекту 200-річчя Кривого Рогу, 5, відкрито меморіальну дошку Сергію Бєляєву.
- Вшановується в меморіальному комплексі «Зала пам'яті», в щоденному ранковому церемоніалі 31 січня[2][3].